# Henk den Arend
Henk den Arend  (Rotterdam, 20 december 1948) is een Nederlands voormalig voetballer die als verdediger speelde.
Den Arend speelde vanaf 1977 als prof in de Eerste divisie drie seizoenen voor FC Dordrecht (vanaf halverwege 1979 DS '79 geheten) en in het laatste seizoen van FC Vlaardingen (1980/81), voor het faillissement van die club. Verder kwam hij uit in het amateurvoetbal en was met ZVV Ceverbo actief in de top van het zaalvoetbal.